# Torre de l'Àngel (València)
La Torre de l'Àngel és una torre que formava part de l'antiga muralla àrab de València. Rep el seu nom al situar-se al costat dels carrers de l'Àngel i de Beneito i Coll. Està datada del segle xi i es considera Bé d'Interés Cultural.
Es tracta d'un dels pocs vestigis de l'època islàmica de la ciutat, i s'envolta entre patis d'habitatges particulars. És de planta semicircular, de construcció massissa de maçoneria.